# Oberellegg

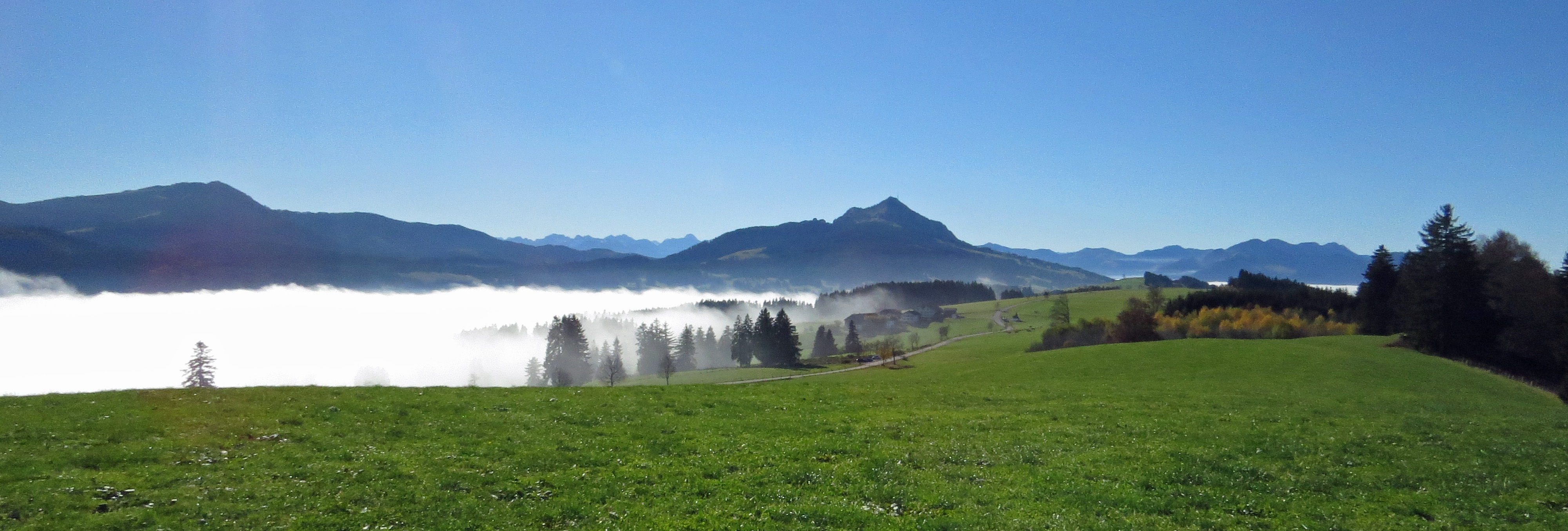
Auf der Ellegger Höhe, 1134 m ü. NHN

Oberellegg ist ein Ortsteil der Marktgemeinde Wertach im schwäbischen Landkreis Oberallgäu.

## Geografie
Der Weiler Oberellegg liegt etwa zwei Kilometer nördlich von Wertach auf einem Höhenrücken rund 1100 m ü. NHN mit Ausblicken nach vier Seiten: ins Illertal und zum Rottachsee, Richtung Wertach und Grüntensee, ins Allgäuer Alpenvorland und in die Allgäuer Hochalpen.

## Sehenswürdigkeiten
In dem Weiler befindet sich die katholische Kapelle Vierzehn Nothelfer aus dem 18. Jahrhundert.
Siehe auch: Liste der Baudenkmäler in Oberellegg